# بورکولو
بورکولو (به هلندی: Borculo) یک منطقهٔ مسکونی در هلند است که در برکل‌لاند واقع شده‌است. بورکولو ۱۰٬۵۲۵ نفر جمعیت دارد.